# FCM F1
 (mars 2017).
Le FCM F1 est un prototype de char de rupture français de la Seconde Guerre mondiale.

## Origines
Dans les années 1920, la France fait usage d'une typologie des chars, classifiés selon leur masse. Les plus de 50 tonnes rejoignent les chars lourds, au-delà de 100 tonnes, les chars super-lourds. Le rôle ou type vient s'adjoindre à la classe : char de bataille, char d'arrêt, char d'assaut ou forteresse terrestre.
Le premier char lourd de plus de 50 t fut le FCM 2C de 68 t avec sa version canonnière FCM 2C bis avec obusier de 155 mm.
Le programme de 1926 à 1928 de « char d'arrêt », ou char de bataille, à la mission de stopper l'avancée ennemie par attraction de son tir, amène le projet d'un char de cinquante tonnes, cependant le concept de FCM est celui d'un super-lourd de cent tonnes. En février 1929, FCM travaille sur un nouveau plan d'un blindé, plus léger, de 65 t. Cependant, par défaut de budget celui-ci se termine le 17 mai 1929.
Le 4 mai 1936, le Conseil Consultatif de l'Armement, sous l'autorité du général Julien Dufieux, décide de développer un nouveau char lourd. Il devra respecter les spécifications minimales suivantes imposées le 12 novembre 1936 : masse maximale de 45 tonnes métriques, immunité à tout tir de 75 mm AP tiré au-delà de 200 m, rayon d'action de 200 km, armement composé d'un canon de coque de 75 mm et d'une tourelle de 47 mm. Il devait être une version agrandie du char B1.
Un mois après le début de la Seconde Guerre mondiale, sur le rapport des Corps Francs projetés à partir de la ligne Maginot sur les défenses de la ligne Siegfried, la décision est prise de constituer un blindé capable d'affronter cette menace.

## Le FCM F1

Dessin du FCM F1.

Le FCM F1 où FCM modèle Forteresse 1 est un char de rupture ou char super-lourd de type « Forteresse terrestre » destiné à briser les lignes blindées et fortifications ennemies, développé en France par les Forges et Chantiers de la Méditerranée. Douze exemplaires de ce modèle F1 ont été commandés en 1940 pour remplacer le char 2C. Il est prévu une production de deux exemplaires par mois début 1941[source insuffisante]
Sa conception a été basée sur sa mission principale, de l'assaut des points les plus fortifiés de la ligne Siegfried.
Seul un char de démonstration a été conçu et armé pour la présentation officielle. Toutefois, tous les rapports concernant ce char ont été capturés par l'envahisseur allemand. Lorsque les Allemands capturèrent Le Havre, un FCM F1 était en phase de fin de montage des tourelles, les plans furent capturés, le modèle et l'usine détruits sans autre forme de procès.
Le char était massif avec 139 tonnes, un équipage de 9 cuirassiers, 10 m de long sur 3 de large, un blindage feuilleté de 120 mm de front et arrière, 100 mm de flanc pouvant encaisser jusqu'aux tirs de pièces d'artilleries de 150 mm ou antichars de 128 mm de la ligne Siegfried et des plus hauts calibres allemands de l'époque.
Deux moteurs de 550 CV amenaient ses 139 tonnes à 24 km/h sur route, avec seulement une infime perte de vitesse en montée. Par contre sa mécanique empêchait toute accélération dans les descentes.

Ce principe devait permettre au FCM F1 d'évoluer sur toute surface, jusqu'à d'importantes inclinaisons même de face en descente sans perte de contrôle tout en maîtrisant la manœuvre.
Sa masse de 139 tonnes le rendait capable d'écraser la protection dite dent de dragon en toute aisance, dans la limite de sa manœuvrabilité.

## Un blindage révolutionnaire
La sidérurgie lourde française était à ce moment-là la meilleure, grâce aux éléments majeurs, variés et rares que fournissaient les colonies de la France. Cette supériorité sidérurgique fut ensuite à l'avantage de l'Allemagne lors de l'occupation par l'usage des méthodes françaises.
Ainsi, à épaisseur égale, certains blindages français avaient de meilleures performances que les blindages allemands. Cette efficacité sera encore améliorée par l'emploi d'angles innovants.
Le FCM F1 était doté d'un blindage feuilleté répartissant l'impact de la munition sur la totalité de sa surface, amenant non seulement la perte de pénétration, de cinétique, mais retournant une partie de la puissance d'impact contre la munition elle-même en la freinant, jusqu'au rebond dans le cas d'un impact en angle obtus ou même de face de manière permanente d'une munition jusqu'au 90 mm, protégeant par là même l'équipage de l'onde de choc.
Seul un doute persista à sa conception quant aux projectiles explosifs de haut calibres qui pourraient par frappe successives amener la brisure du blindage, ôtant sur la totalité de la face fendue sa capacité de répartition du choc.

## Armement

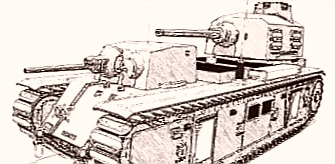
Dessin d'artiste du FMC F1.

### Tourelle avant
Sa tourelle avant était équipée d'un canon de 47 mm explosif haute cadence de tir avec mitrailleuse coaxiale pour neutralisation de véhicules d'infanterie et de points de sauvegarde légers et moyens d'infanterie (tranchées, casemates moyennes…). Une seconde version de la tourelle avant fut prévue — toujours avec mitrailleuse 8 mm coaxiale — emportant un canon de 75 mm à barillet, avec munitions à têtes creuses et explosives, pour une version antichar et d'autoprotection. 
Une version antiaérienne a été envisagée en tourelle avant par deux mitrailleuses 37 mm Schneider modèle 1930 ou un canon Bofors de 40 mm avec mitrailleuse 8 mm coaxiale.

### Tourelle arrière
La tourelle arrière était équipée d'un canon de 90 mm, d'origine d'artillerie antiaérienne, haute cadence de tir à 12 coups par minute, faisant feu des obus de 10 kg à 845 m/s, munition perforante explosive, devant exploser 100 millisecondes après avoir percé, pour faire sauter les pans de béton armé, neutraliser les personnels, faire détoner les munitions de casemates comme de blindés. La munition standard de 90 mm, calibre 50 AA (antiaérien) à fragmentation pouvant atteindre 13 000 m d'altitude pouvait également être embarquée.
Une seconde version fut envisagée, de 105 mm, cette fois en munitions de rupture, c'est-à-dire destinées à arracher une part du blindage percé l'amenant à haute température et lui fournissant une part de la force d'impact pour en faire usage de projectile secondaire augmentant ainsi de manière exponentielle spontanée la puissance initiale de la munition.

### Armement secondaire
Quatre à six mitrailleuses Hotchkiss de 8 mm, dont une de chaque côté et à l'arrière, assuraient sa protection rapprochée contre l'infanterie.